# 傑夫·威爾遜 (教授)
杰夫·威尔逊 是美籍學者、企业家，人稱垃圾箱教授，因為他曾經進行過的「垃圾箱計畫」，這個計畫是一個帶有教育性質的極簡方式生活的實驗，讓室外垃圾箱轉變成一個充滿永續性的住家。威尔逊在一年長的課程中住在垃圾箱中。

## 創業Kasita

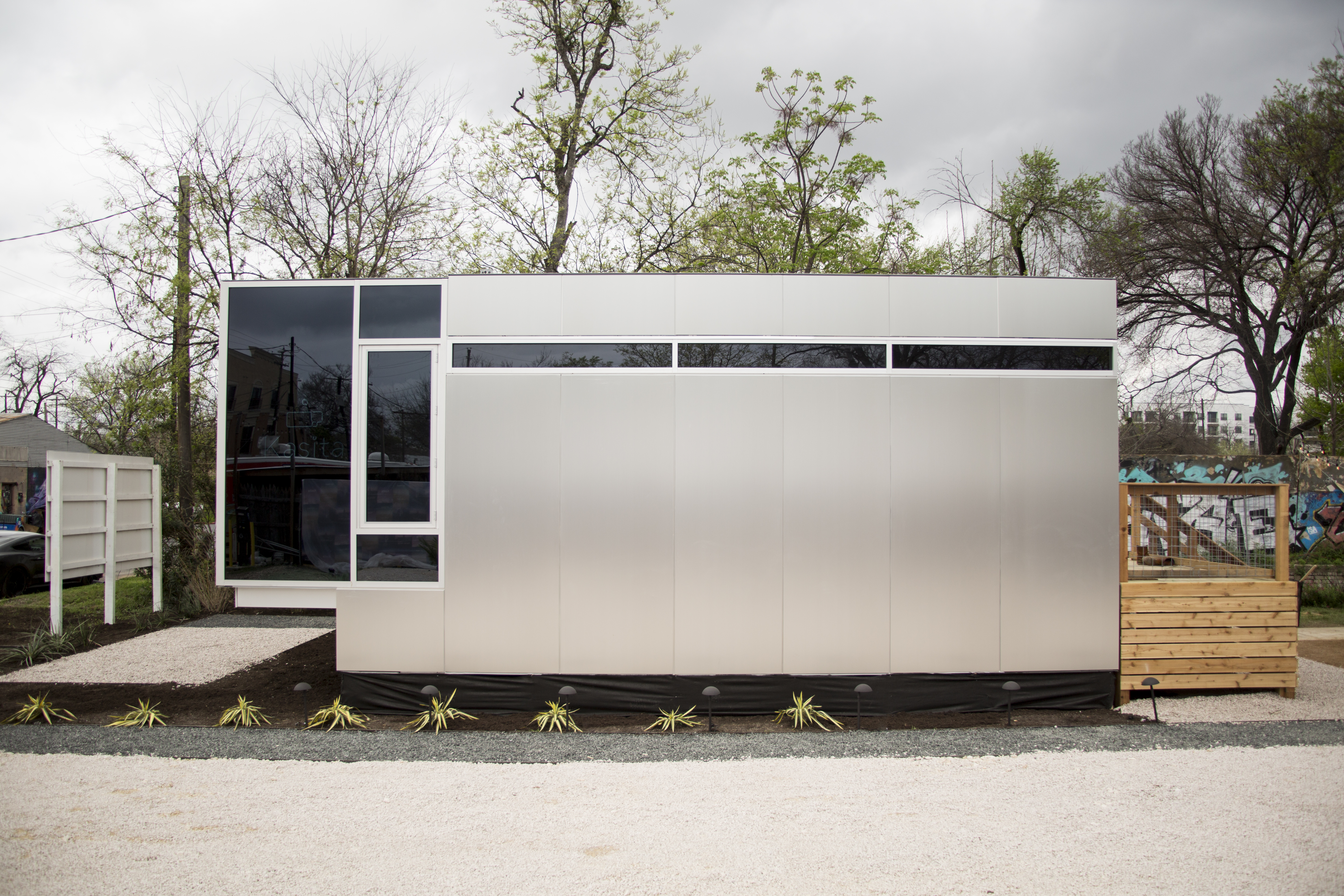
Kasita的外觀

威尔逊是Kasita （页面存档备份，存于）公司的共同创始人   。Kasita企業打造的微型智能住家可以疊加。       Kasita被Fast Company评为最具创新力的公司之一并获得了SXSW互动创新奖。威尔逊称Kasita是一个全面性的整合性产品，而不單只是棟房子。 

## 垃圾箱計畫

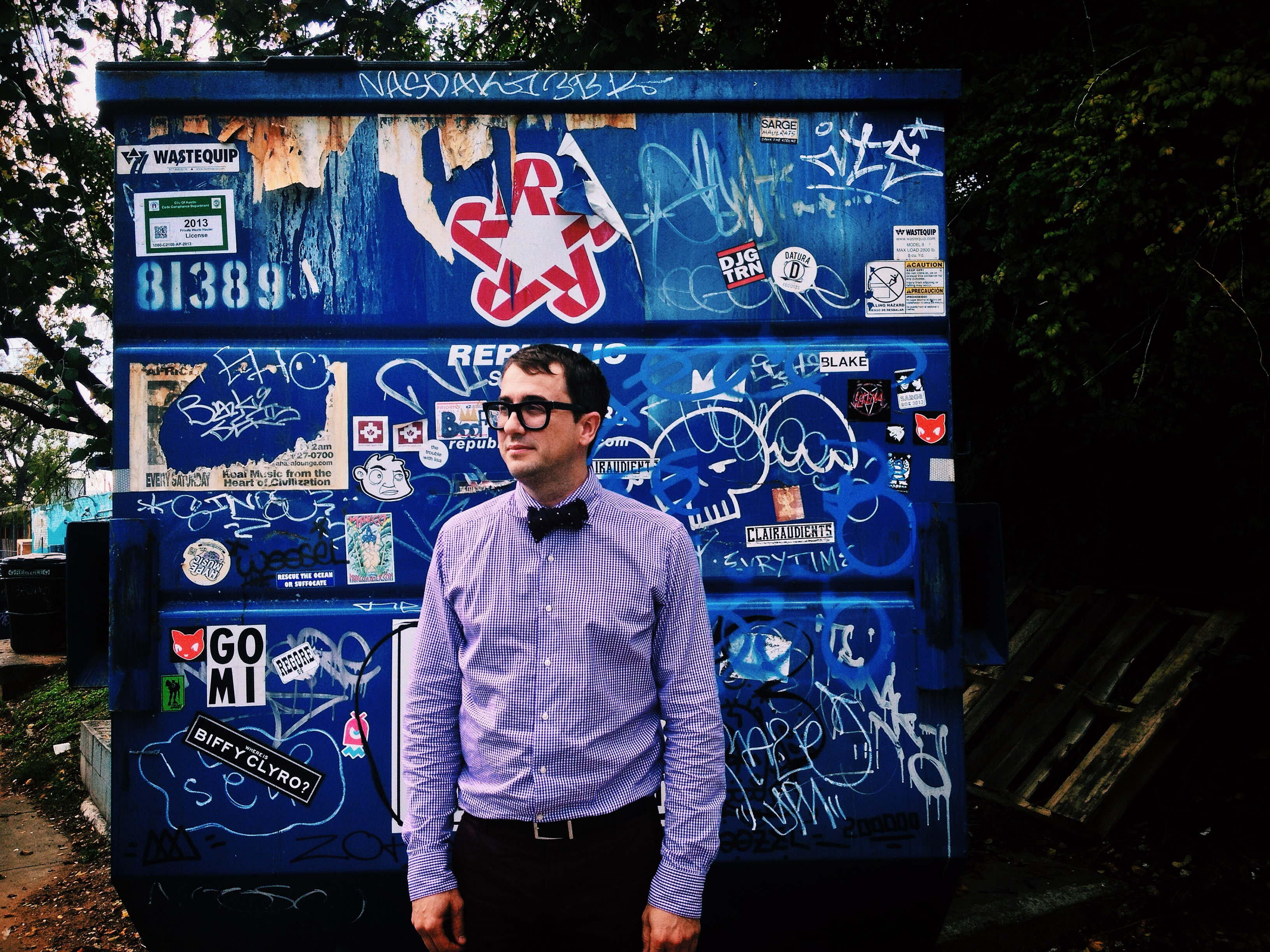
垃圾箱教授

威尔逊是美國屬於501(c)3非营利單位「垃圾箱計畫（The Dumpster Project）」的創辦人與理事長，這是一個STEM教育的实验計畫——威爾遜搬到一個清空的室外垃圾箱居住，並且將這個33平方英尺（3.1平方公尺）的空間打造成一個環境永續的住家。该計畫已獲得許多地方和全國性的新闻特別報導。该計畫赢得了HBCU福特公司的社会可持续性獎助金和家得寶「重组你的学校」的競賽活動的10000美元，然而相關的Kickstarter的群眾集資活动在截止日的前几天就在沒有達到集資目标的情況下取消了。 该計畫曾受到部分批判，评论者將其的成果視作「贫穷觀光業（poverty tourism）」，并抨擊威尔逊這個計畫的自我宣传性质。在2014年8月4日，連續六个月缺电的情況下，計畫进入第二阶段，威尔逊描述其欲打造「終極公寓」雖然威爾遜在2015年2月搬出了這個垃圾箱，而沒有達到原本想要建構的住家所需的所有功能，這個改造後的垃圾箱仍保留在威爾遜曾任教的校園中，並且變成了提供老師與教育工作者的旋轉空間。在新住家學校計畫的第一晚，奧斯汀的布萊克希爾小學校長貝蒂·詹金斯（Betty Jenkins）也夜宿於垃圾箱中。威尔逊聲稱此垃圾箱的實驗是讓他創辦Kasita公司的主要啟發點。

## 不帶行李实验

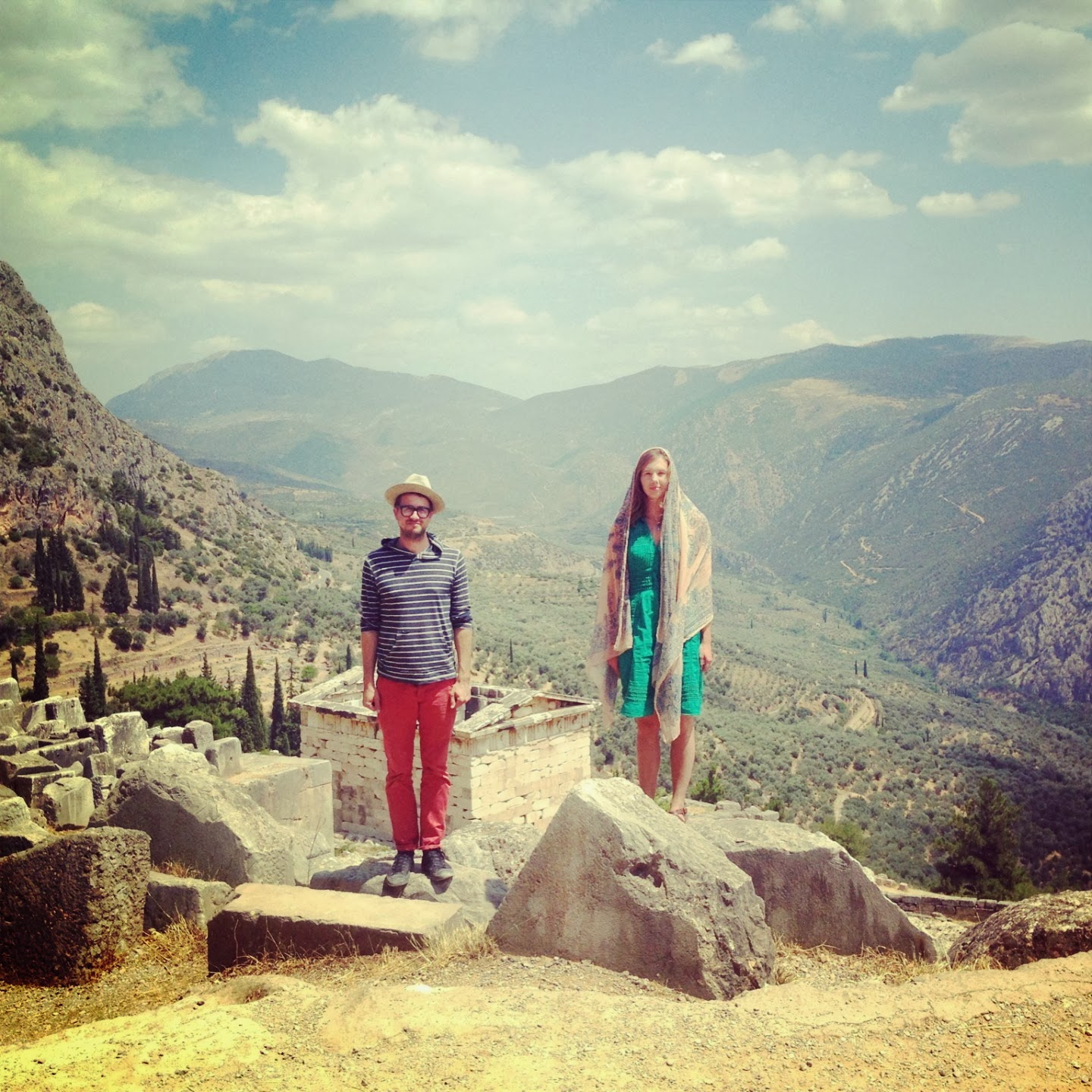
威尔逊和班森進行不帶行李實驗

威爾遜與自由作家克拉拉·班森（Clara Bensen）開展了旅行實驗「不帶行李（No Baggage）」他們環遊8國的21天之中，他們沒有帶任何換洗衣物，就在從某個網路交友網站相遇後立刻開始。 新線影業已经購買了以此拍攝電影的製作權，並聘請了BJ單身日記的編劇Adam Brooks將班森所著、珀修斯图书集团出版的書《不帶行李》改編成電影劇本。美国女演员谢琳·伍德利已計畫將扮演電影中的班森。

## 99晚沙發衝浪实验
接續於搬出垃圾箱之後，威尔逊開啟一个名為「ATX99晚」的計畫，他打算在99個在奧斯汀的不同家庭中各住過一晚，藉此近距離而親密的認識奧斯汀人如何打造他們住家的空間。该計畫是與作家克拉拉·班森合作。

## 学术工作
威尔逊曾任德州奥斯汀市休斯顿 - 蒂罗森大学院長與副教授。他曾在哈佛大学攻读博士后工作，拥有坎特伯雷大学环境科学博士学位并获得了德克萨斯大学系统的杰出教学奖（University of Texas Systems' Regents' Outstanding Teaching Award），这是美国金額最高的教学補助奖。威尔逊在环境科学领域撰写了大量出版物，并获得了国家科学基金会的资助 。